# Синджон-негори (станция метро)
«Синджон-негори» (кор. 신정네거리) — подземная станция Сеульского метро при Единой системе электрифицированного железнодорожного подземного и пригородного транспорта столичного региона на ветке Синджон линии 2. Оборудована двумя боковыми платформами. Станция обслуживается муниципальной компанией «Сеульское метро». Расположена на Синджон-нэгори муниципального района Новонгу в Сеуле (Республика Корея). На станции установлены платформенные раздвижные двери.
Станция была открыта 6 октября 1999 года.